# تفاح سناني الأوراق
تفاح سناني الأوراق (الاسم العلمي:Malus lancifolia) هو نوع من النباتات يتبع جنس التفاح من الفصيلة الوردية.